# Trupanea semiguttata
Trupanea semiguttata
 es una especie de insecto díptero que Becker describió científicamente por primera vez en el año 1919.
Esta especie pertenece al género Trupanea de la familia Tephritidae.